# Ptychadena straeleni
Ptychadena straeleni es una especie  de anfibios de la familia Ranidae.

## Distribución geográfica
Se encuentra en Camerún, República Centroafricana, República Democrática del Congo y, posiblemente también, en el Chad y Sudán.  